# 小街桥
39°56′53″N 116°25′09″E / 39.948170°N 116.419144°E
小街桥位于北京市东城区，是和平里东街－东直门北小街（南北向）和安定门东大街（东西向）交汇处的一座立交桥。城墙拆除前原为北小街豁口。该桥是一座分离式立交桥，桥梁长247米，最大跨度26.9米。于1992年建成。